# Areia Branca (Rio Grande do Norte)
Pour les articles homonymes, voir Areia Branca.
Areia Branca est une municipalité brésilienne située dans l'État du Rio Grande do Norte.